# For Her Father's Sake
For Her Father's Sake er en britisk stumfilm fra 1921 af Alexander Butler.

## Medvirkende
- Owen Nares som Walter Cardew
- Isobel Elsom som Lilian Armitage
- James Lindsay som William Tremblette
- Renee Davies som Mary Tremblette
- Tom Reynolds
- Norman Partridge som Joseph Tremblette
- Cicely Reid som Martha Tremblette
- Wyndham Guise som Mr. Armitage